# كانغ سوزي
كانغ سوزي (هانغل: 강수지) هي مغنية وملحنة وممثلة كورية جنوبية، ولدت في 20 مايو 1967 في منطقة يونجسان ‏ في كوريا الجنوبية.

## وصلات خارجية
- كانغ سوزي على موقع ميوزك برينز (الإنجليزية)
- كانغ سوزي على موقع ميوزك برينز (الإنجليزية)
- كانغ سوزي على موقع ديسكوغز (الإنجليزية)